# Hogna cosquin
Hogna cosquin là một loài nhện trong họ Lycosidae.
Loài này thuộc chi Hogna. Hogna cosquin được Cândido Firmino de Mello-Leitão miêu tả năm 1941.